# Christiane Bonnelle
Christiane Bonnelle (* 17. Mai 1930 als Christiane Louise Rossettos in Paris; † 21. August 2016 in Saint-Cannat, Département Bouches-du-Rhône) war eine französische Physikerin und Hochschullehrerin. Sie war emeritierte Professorin an der Universität Pierre und Marie Curie und Spezialistin für Spektroskopie. Sie nahm 1963 die ersten Röntgenspektren an einem Synchrotron auf.

## Leben und Werk
Bonnelle studierte an der Sorbonne, wo sie 1954 eine Licence in Naturwissenschaften erhielt und 1964 in Naturwissenschaften promovierte. Nach Abschluss der Licence begann sie 1954 am Centre national de la recherche scientifique (CNRS) zu arbeiten. 1960 wurde sie Assistenzprofessorin und 1967 ordentliche Professorin an der Sorbonne. 1974 begann sie als Professorin an der Universität Pierre und Marie Curie zu arbeiten und war von 1979 bis 1991 (nach anderen Angaben bereits 1974) als Nachfolgerin von Yvette Cauchois Direktorin des Labors für physikalische Chemie.
Unter der Leitung von Yvette Cauchois erhielt sie 1963 in Frascati die ersten Röntgenspektren auf einem Synchrotron. Diese Ergebnisse waren wegweisend für einen neuen Zweig auf dem Gebiet der Spektroskopie. 1966 erhielt sie zusammen mit Gilles Sénémaud und Yvette Cauchois mit Hilfe eines in eine Rakete integrierten Spektrographen das erste Röntgenspektrum der Sonne. Mit diesem Experiment begann die Entwicklung der Röntgenspektroskopie in der Astrophysik.
Sie leistete Beiträge zur Röntgenspektroskopie von Lanthaniden und Aktiniden und verfasste Nachschlagewerke zu diesen Elementen, die in der Elektronik und bei der Verarbeitung von Kernbrennstoffabfällen von Bedeutung sind. Einen Teil ihrer Forschung widmete sie der Untersuchung von Konglomeraten, Grenzflächen, amorphem Silizium und mehrschichtigen Materialien, die in der Röntgenoptik verwendet werden.
Sie führte auch Forschungen zur Instrumentierung durch, so initiierte und koordinierte sie gemeinsam mit einem Partner aus der Industrie den Entwurf des IRIS-Instruments (Instrument for Research on Interfaces and Surfaces), aus dem die Shallow Probe entstand, die in industriellen Mikroelektronik-Produktionslinien implementiert wurde.
Bonnelle hat rund sechzig Dissertationen geleitet und ist Autorin bzw. Co-Autorin von mehr als 140 wissenschaftlichen Artikeln und mehreren Büchern, von denen 2015 das letzte mit Nissan Spector über seltene Erden und Transurane veröffentlicht wurde: Rare-Earths and Actinides in High Energy Spectroscopy.
Sie starb 2016 im Alter von 86 Jahren, sechzehn Jahre nach ihrem offiziellen Ruhestand.

## Auszeichnungen (Auswahl)
- 1964:  Médaille du Bronze du CNRS
- Chevalier des Ordre des Palmes Académiques

## Veröffentlichungen (Auswahl)
- mit R.C. Karnatak: Distribution des états f dans les métaux et les oxyde de terres rares. Journal de Physique, 32, C4-230 (1971),.
- mit G. Lachéré: Analyses par spectroscopie X des distributions 5f de l'uranium dans le métal et UO. Journal de Physique, 35, 1974, S. 293.
- mit G. Dufour: Spectres Auger N4,5 du gadolinium. Journal de Physique, Let, L 255, 1974.
- mit F. Vergand: Discontinuous transitions in YB and Eu atomic volume as a function of the grain size. J. Phys. Chem. Solids, 36, 1075, S. 575.
- Resonant X-ray Spectroscopy in solids. Advances in X-ray spectroscopy, Pergamon Press, Chap 6, 1982, S. 104–121.